# Arrondissement di Virton
L'arrondissement di Virton (in francese Arrondissement de Virton, in olandese Arrondissement Virton) è una suddivisione amministrativa belga, situata nella provincia del Lussemburgo e nella regione della Vallonia.

## Composizione
L'arrondissement di Virton raggruppa 10 comuni:
- Chiny
- Étalle
- Florenville
- Habay
- Meix-devant-Virton
- Musson
- Rouvroy
- Saint-Léger
- Tintigny
- Virton

## Società

### Evoluzione demografica
Abitanti censiti
- Fonte dati INS - fino al 1970: 31 dicembre; dal 1980: 1º gennaio